# 罗绅达
卡尔·埃伯·路德维希·罗森达尔 （德語：Carl Ebbe Ludwig Rosendahl，1852年9月2日—1917年8月11日），漢名罗绅达，德意志帝國海军军官，德属胶澳租借地首任总督。退役前军衔为海军少将。

## 生平

### 早年及海军军官生涯
1852年9月2日，罗绅达生于丹麦哥本哈根，其父卡尔·罗森达尔（Karl Rosendahl）为丹麦财政部职员，其母为伊达·保尔森（Ida Paulsen）。1869年，罗绅达以军官候补生（Kadett）身份加入北德意志邦联海军，1873年晋升为海军少尉，1876年晋升中尉，1883年晋升上尉，1890年4月15日晋升少校。1891年5月至1894年9月任第二鱼雷分队（II. Torpedoabteilung）指挥官。1894年10月至1895年9月任哈根号岸防舰舰长，1895年9月至1898年1月任腓特烈·卡尔号铁甲舰舰长。在此期间于1896年晋升为海军上校。

### 任职胶澳

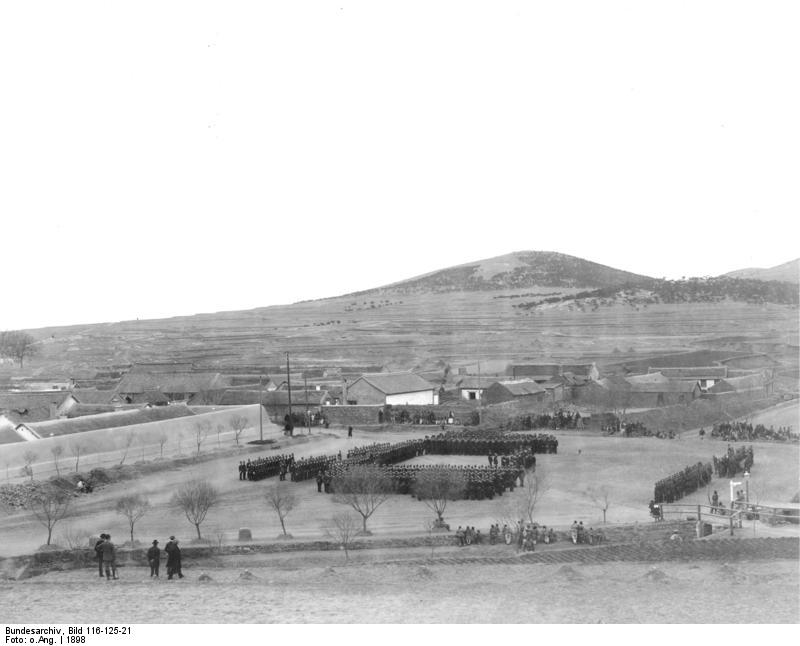
罗绅达在老衙门东北侧的广场上发表就职演说

1897年11月14日，德国海军占领青岛。1898年3月6日，德国政府与清政府签订《胶澳租借条约》，将包含青岛在内的胶州湾地区划为德国租借地，并于同年4月成立胶澳总督府，任命罗绅达为第一任胶澳总督。1898年4月15日，罗绅达携妻女到达青岛就任总督。罗绅达任职期间，总督府完成的工作包括参与关于租借地边界及界石位置的谈判、租借地立法准备、设立青岛和李村两区法院、颁布《征收课税章程》、《置买田地章程》、《青岛地税章程》等法令、制定第一份城市规划等。
罗绅达到任时，已有一批德国商人到达青岛，准备在青岛购地建设商店和仓库。1898年5月9日，德国记者欧根·沃尔夫在青岛逗留数日后，在《柏林日报》头版刊登了一则简讯，称管理胶澳租借地的海军当局在促进商业方面无所作为、土地交易始终被禁止、在青岛的传教士等人士与海军无关系者均无所事事、居民对此十分不满，认为将殖民地交给海军管理、让军官担任行政长官为重大错误。时任海军部国务秘书阿尔弗雷德·冯·提尔皮茨得知后对此十分烦恼，于5月13日致电罗绅达称柏林有关于总督府的不利报道，要求提供关于沃尔夫访问青岛经过的报告，而沃尔夫在青岛时罗绅达正忙于接待到访的海因里希亲王。1898年7月2日，沃尔夫的文章《我的胶澳游记》在《柏林日报》头版刊登，文中指称负责土地征购和土地法规制定的民事委员单威廉（Wilhelm Schrameier）禁止土地买卖的同时利用职务之便以1000马克购买了克拉拉山（今小鱼山）与海岸之间一处约50英亩的土地。此后数月之内，多次有人在《柏林日报》刊文指责罗绅达和单威廉。
这些文章陆续邮寄到青岛后，也在当地德国商人引发了一些反响。8月27日，罗绅达在老衙门召集各界人士，称《柏林日报》的几篇文章实为恶意攻击和谣言，称单威廉购地实为出于政府委托，目的在于了解土地价值，以决定之后如何将土地出售给私人，其付给中国地主的款项已由总督府以公款补还，该地已成为总督府公产。又称总督府迟迟不能开放港口、出售土地的原因在于柏林派遣专业人员太晚，而各项工作近期即可完成，开放港口指日可待，总督府尽量于10月1日开始土地拍卖。后来研究青岛早期历史的德国学者马维立对此事评论称，德国商人对总督府的不满过于不现实，因为土地测量、城市规划和街道建设未完成前根本无法建设房屋。
德国国内舆论攻击罗绅达和单威廉期间，单威廉在罗绅达的保护下完成了土地法规的制定。随着同年9月2日总督府宣布青岛为自由港并颁布土地法规、10月3日开始第一次土地拍卖，商人的不满情绪逐渐消失。1899年初，曾有人在德国国内发文为总督府辩护，认为针对总督府的批评来自企图以资本垄断土地的商人，因为总督府的政策阻碍了他们的计划。尽管如此，《柏林日报》的攻击仍使提尔皮茨于1898年10月10日任命海军上校叶世克代替罗绅达接任胶澳总督。罗绅达在青岛继续任职至1899年2月叶世克到任。

### 卸任后及晚年
回到德国后，罗绅达于1899年9月出任勃兰登堡号战列舰舰长。1900年八国联军之役期间，罗绅达于7月率勃兰登堡号赴中国参战，期间曾到访青岛。1901年4月8日，罗绅达出席胶济铁路青岛至胶州段通车仪式。同年8月曾在青岛逗留一日，9月回到德国。1902年1月11日，罗绅达以海军少将军衔退役。1917年8月11日在奥匈帝国特伦托（现属意大利）逝世，享年65岁。

## 纪念
1904年2月23日胶济铁路全线通车时，自青岛开往济南的第一辆铁路机车以其名字被命名为“Rosendahl”。